# Franz Xaver Schmid (Pfarrer)
Franz Xaver Schmid (* 17. August 1800 in Hengersberg; † 28. Juni 1871 in Traunstein) war ein katholischer Pfarrer, Lyzeal-Professor und Mitglied der Patriotenpartei in der bayerischen Kammer der Abgeordneten.

## Leben
Franz Xaver Schmid studierte in Landshut. 1823 wurde er zum Priester des Bistums Passau geweiht, und nach fünf Dienstjahren als Kooperator wurde er 1828 Subregens im neugegründeten Klerikalseminar in Passau. 1833 wurde er Professor für Praktische Theologie am Königlichen Lyzeum Passau. 1834 wurde er Pfarrer und Dekan in Otterskirchen. 1841 wurde er Dompfarrer und Domkapitular in Passau und wirkte dort zeitweise auch als Domprediger, Summus Custos und Offizial.
Im 13. Landtag (7. Wahlperiode), 14. Landtag (8. Wahlperiode), 15. Landtag (8. Wahlperiode) und im 16. Landtag (8. Wahlperiode) der Kammer der Abgeordneten wurde er als Mitglied für den Stimmkreis Passau/Niederbayern gewählt.
1852 verließ er nach Meinungsverschiedenheiten mit Bischof Heinrich von Hofstätter das Domkapitel und das Bistum Passau. Er wurde mit Genehmigung des Königs Maximilian II. zum Stadtpfarrer von Traunstein im Erzbistum München und Freising ernannt.
Von 1859 bis 1861 war er Mitglied im 19. Landtag (10. Wahlperiode), 20. Landtag (10. Wahlperiode). Im 23. Landtag (12. Wahlperiode) und 24. Landtag (13. Wahlperiode) war er 1869–1871 Mitglied. Am 21. September 1869 und 1870–1871 war er der Alterspräsident. Am 30. Januar 1871 wurde sein Austrittsgesuch aus der Kammer der Abgeordneten aus gesundheitlichen Gründen genehmigt, und sein Nachfolger wurde Balthasar Daller.
Neben seiner politischen Tätigkeit wirkte Schmid bis zu seinem Tod am 28. Juni 1871 weiterhin als Pfarrer und Dekan in Traunstein.

## Wissenschaftliches Wirken
Schmid ist von Bedeutung für die Entwicklung des seinerzeit noch jungen akademischen Faches der Liturgiewissenschaft. 1832/33 erschien sein dreibändiges Werk Liturgik der christkatholischen Religion, das 1835 eine verbesserte zweite und 1840 bis 1842 eine völlig neu bearbeitete dritte Auflage unter dem veränderten Titel Kultus der christkatholischen Kirche erfuhr. Die erste Auflage war nach heutigem Kenntnisstand das erste auf Vollständigkeit angelegte Lehrbuch der katholischen Liturgiewissenschaft in deutscher Sprache. Schmid versucht eine umfassende Darstellung des christlichen Gottesdienstes hinsichtlich seiner Entstehung und seiner damaligen Gestalt. 
Schmids Hauptanliegen ist es durchgehend, die „Zweckmäßigkeit“ der katholischen Liturgie nachzuweisen; er verteidigt die überlieferte Liturgiegestalt gegen radikale Forderungen einiger Vertreter der Katholischen Aufklärung nach einem völlig neu gestalteten Gottesdienst. Er setzt sich andererseits aber auch für eine maßvolle Reform der Liturgie ein, unter anderem für den Gebrauch der Volkssprache neben der Sakralsprache Latein und eine Rückverlegung der Ostervigil vom Karsamstagmorgen auf den ursprünglichen nächtlichen Termin vor dem Ostersonntag. Er nimmt damit schon einige Forderungen der späteren Liturgischen Bewegung und ihre Umsetzung im Umfeld des Zweiten Vatikanischen Konzils um die Mitte des 20. Jahrhunderts voraus.

## Werke
- Liturgik der christkatholischen Religion, 3 Bände, Passau 1832–1833.
- Liturgik der christkatholischen Religion, verbesserte 2. Auflage, Passau 1835.
- Grundriß der Liturgik der christkatholischen Religion, Passau 1836 (Kurzfassung der Liturgik).
- Kultus der christkatholischen Kirche bzw. Liturgik der christkatholischen Religion. Dritte, ganz neu bearbeitete Auflage, 3 Bände, Passau 1840–1842.

Die Bezeichnung „christkatholisch“ im Titel seiner Bücher ist eine im Umfeld der katholischen Aufklärung gebräuchliche Benennung der römisch-katholischen Kirche und hat keinen Bezug zu der nach 1871 sich in der Schweiz konstituierenden Christkatholischen Kirche, die zu den altkatholischen Kirchen gehört.